# Xylopia aethiopica
Xylopia aethiopica este o specie de plante angiosperme din genul Xylopia, familia Annonaceae. A fost descrisă pentru prima dată de Michel Félix Dunal, și a primit numele actual de la Achille Richard. Conform Catalogue of Life specia Xylopia aethiopica nu are subspecii cunoscute.